# 夜は満ちる
『夜は満ちる』（よるはみちる）は、小池真理子による日本のホラー小説。幻想怪奇小説。
単行本は、2004年6月に新潮社より刊行された。文庫版は、2007年3月に新潮文庫より、2017年8月に集英社文庫より刊行された。文芸評論家の池上冬樹は、「強烈などんでん返しもあるが、初期ほど鋭くはない」「肌が粟だつほど怖いが、憧れるほどの高揚感と浮遊感と忘我もある」「官能のすべてを生々しく喚起させる小池真理子の極上の物語が、ここにある」と評している。文芸評論家の東雅夫は、「『水無月の墓』や『ノスタルジア』の流れを汲む、迫真の現代怪談・異界小説集として、出色の一巻」と評している。

## あらすじ
やまざくら
涼子は、〈先生〉の妻であるまやの訃報を受け、通夜に出席するために東京に戻ってきた。涼子は、島本病院へ向かいながら、まやの人となりや〈先生〉との間にあった出来事などを思い起こす。
縁
梅雨が始まったころに、〈わたし〉は風邪を引き、1か月ほど経ってもなお、勤めを休んでいる。そうしているうちに、のんちゃんのことを思い出し始める。
坂の上の家
翻訳の仕事をしている〈私〉は、急な坂道を上りつめたところに建つ家に住んでいる。〈私〉は、家の外に人の気配を感じるようになる。しかし、外に出て、家のまわりを観察しても、怪しい人影などはないのだった。
夜は満ちる
〈私〉は、病気を患っている夫と暮らしている。夫はもう、〈私〉を抱かないが、夫と〈私〉は、夜になると1つの布団で一緒に寝る。夫は、ごくたまに、長々と問わず語りをすることがある。ある晩、〈私〉は、ある不思議な光景を目にする。
イツカ逢エル……
ある静かな夜に、多恵子は、湯船に浸かりながら、小窓の外の草むらで鳴いている虫の声をきいている。そして、父のことや母のこと、美津江のことなどを思い返している。
蛍の場所
圭一は、売れない俳優だった。テレビ局と映画制作会社協賛の〈レディス脚本大賞〉を受賞した奈津子は、圭一と付き合っていた。そして今、〈シベール〉と名付けた、自分が経営している喫茶店で、ある人を待っている。
康平の背中
ある雨の日、〈私〉は、〈高砂〉という名の料亭を訪れる。大柄な女将に迎えられ、ほの暗く長い渡り廊下を歩き、鯉のいる池に囲まれた渡り廊下を渡って、離れの個室の戸を開けると、柏木という資産家の姿があった。

## 登場人物
やまざくら
〈先生〉
外科医。島本病院の院長。
島本まや
〈先生〉の妻。
涼子
島本病院の元院長秘書。
相沢
島本病院の勤務医。
縁
吉崎
建設会社勤務。
〈わたし〉
吉崎の愛人。
坂の上の家
〈私〉
坂の上の家に住む女性。翻訳の仕事をしている。
田沢
編集者。
夜は満ちる
〈私〉
小樽出身の女性。
合田（ごうだ）
マッサージ師。
イツカ逢エル……
多恵子
広告代理店の元社員。
美津江（みつえ）
北海道出身。
蛍の場所
圭一（けいいち）
俳優。故人。
奈津子（なつこ）
喫茶店経営。圭一の親友。
美保
圭一の妻。
康平の背中
〈私〉
獣医の妹。
柏木（かしわぎ）
初老の男。